# Ей Джей Маклін
Олександр Джеймс Маклін (англ. Alexander James McLean) також відомий як Ей Джей Маклін (нар. 9 січня 1978, Вест-Палм-Біч, США) — американський музикант, співак, учасник групи Backstreet Boys.

## Раннє життя
Олександр Джеймс Маклін народився в місті Уест Палм Біч (США) в сім'ї Деніз Фернандез і Боба Макліна. Названий Олександром на честь прадідуся по батьківській лінії. Його батьки розлучилися, коли йому було 2 роки. Ей Джей виховувався матір'ю і її батьками (Урсулою і Адольфом Фернандес) [1]. З 5 років він брав участь у показах як модель і брав участь у театральних постановках. За 2 роки він зіграв в 27 п'єсах. Перша роль у професійному театрі — постановка «Король і я» в театрі-ресторані імені Берта Рейнольдса [2]. C 7 років відвідував танцювальний клас. В 8 років захопився Лялькарство. В 9 років знявся в одній з головних ролей в низькобюджетному фільмі «Правда чи виклик» (англ. Truth or Dare) (реліз картини не відбувся). До 6 класу Ей Джей навчався в спільній початковій школі [3]. в той же час він займався грою на музичних інструментах при церкви (фортепіано, орган).
У 1990 році родина переїхала в Орландо. Ей Джей продовжив навчання в середній школі імені Дена Джона [4]. Після численних прослуховувань для різних диснеївських проектів та шоу каналу Ніколодеон та участі в проектах Welcome Freshmen і Guts [5], Ей Джей отримав роль у комедійному серіалі «Привіт, мила, я дома!» (Англ. Hi Honey, I'm Home!). В 13 років вступив у Флоридському академію драматичних мистецтв [6]. У травні 1992 року з оголошення в місцевій газеті стало відомо про кастинг молодих людей у віці від 12 до 18 років у вокальну групу. Алекс став першим учасником групи Backstreet Boys, ким і є до сьогоднішнього моменту. Після року навчання в старшій школі Ей Джей став займатися з репетитором паралельно виступам з групою [7]. У 1996 році він отримав диплом в Оцеольской старшій школі [8].

## Кар'єра
З 1992 року є учасником групи Backstreet Boys. На початку кар'єри група не була популярна в Штатах, незважаючи на популярність їх першого синглу на радіостанціях рідного для групи міста Орландо. Тому вирішено було спробувати свої сили в Європі, де популярність групи стала набирати обертів. В середині дев'яностих Backstreet Boys стали однією з найпопулярніших груп на світовій сцені. У 2001 році група були внесена до Книги рекордів Гіннесса як найбільш комерційно успішна підліткова вокальна команда всіх часів. Продажі альбомів Backstreet Boys становлять близько 200 мільйонів екземплярів записів [9]).
У 2007 році співак разом з колишнім учасником групи 'N Sync) Джейсі Чейзесом написав пісню для альбому Backstreet Boys «Unbreakable», пізніше кілька спільно написаних ними пісень увійшли в сольний альбом Ей Джея.
У квітні 2008 року група відправилася в студію в Манчестері, щоб записати написану Макліном і Райаном Теддером (учасником групи OneRepublic) пісню «Undone» (англ. Зруйновано) для альбому «This Is Us» [10]. Ще одна пісня, написана ними, не потрапила на альбом. Англійський продюсер Саймон Ковелл хотів запропонувати «Shadows» (англ. Тіні) співачці Леоне Льюїс, але порахував, що пісня більше підходить бой-бенду. Композицію записала ірландська поп-група Westlife для свого нового альбому «Where We Are» [11].

### Альтер-его
9 січня 2000 відбулося перше благодійне шоу Ей Джея в місті Орландо. Виступати він вирішив від імені свого альтер его — Johnny No Name (англ. Джонні Невідомий). Після виступів у рок-клубах Нью-Йорка пішов тур по Америці під назвою «Nine City Swang» (англ. Тур по дев'яти містах). Доходи пішли на користь благодійного фонду каналаVH1 «Save the Music» [12].

### Сольна кар'єра
У 2001 році під час інтерв'ю каналу MTV Ей Джей заспівав фрагмент пісні «Happy», над якою він працював для сольного проекту. Під час туру групи на підтримку альбому «Never Gone» (2005—2006), Маклін неодноразово згадував в інтерв'ю, що працює над своїм сольним альбомом і одна з пісень буде про його взаємини з батьком. В рамках концертного туру в підтримку «Unbreakable» кожен з учасників групи виконував сольну пісню. Ей Джей вибрав динамічну «Drive by love».
У 2007—2008 році Алекс працював в студії, записуючи дебютний альбом за допомогою Райана Теддера (група OneRepublic), Джейсі Чейзеса (група 'N Sync) і відомого автора пісень Крістіана Лундіна. Стиль альбому він сам характеризує як «цілком відмінний від стилю Backstreet Boys і що є відбиттям його внутрішнього світу». У березні 2008 року з концертів в Голлівуді почався його сольний тур, де використовувався записаний в студії матеріал. Тур по країнах Європи розпочався 15 травня в Лондоні, продовжився в Німеччині, Швеції, Нідерландах, Данії та Франції паралельно виступам Backstreet Boys.
Альбом під назвою «Have it all» був випущено 20 січня 2010 року в Японії. За перший тиждень продажів в Японії альбом розійшовся в кількості 4347 примірників і зайняв 34 сходинку в хіт-параді альбомів. Ей Джей почав працювати над другим сольним альбомом.

## Особисте життя

### Алкогольна і наркотична залежність

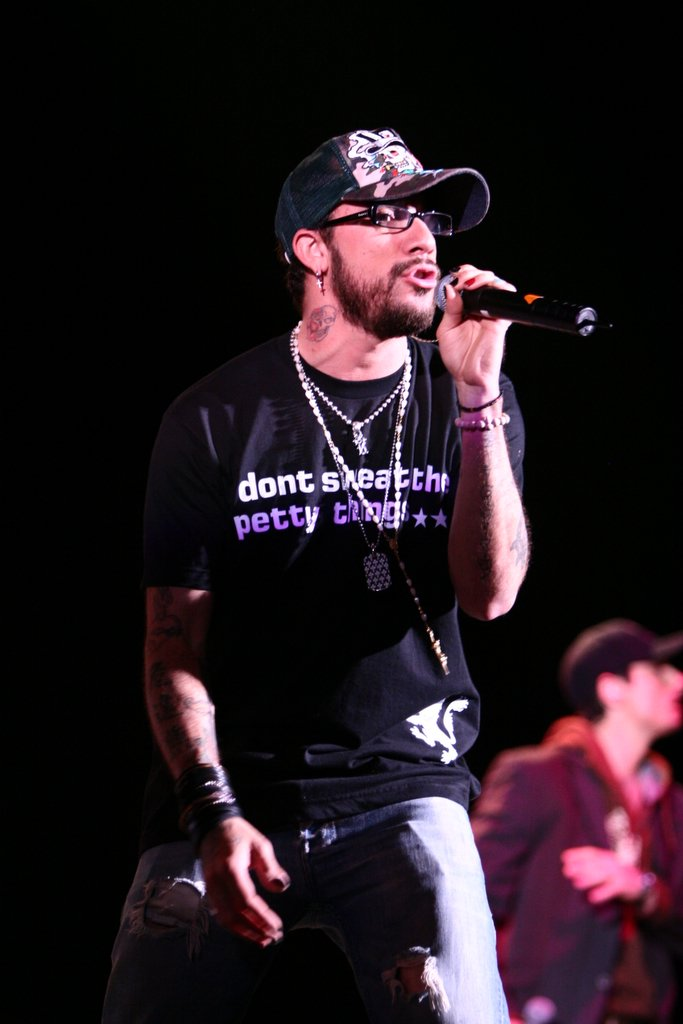

У 2000 році Ей Джей вперше звернув увагу на проблеми з алкоголем. З'явилися труднощі в спілкуванні з колегами по групі, почали проявлятися нові риси його характеру (агресивність, схильність до частих депресій). Так як група була на піку своєї кар'єри, можливостей впоратися з з'явилася залежністю не було. Зрідка він займався з психотерапевтом. Пізніше, стало ясно, що це не принесло результатів. На початку 2001 року на зйомках кліпу «The Call» Ей Джей вперше спробував кокаїн. Через якийсь час Ей Джей вирішив пройти лікування від алкогольної та наркотичної залежності в медичному центрі в місті Тусон. 23 жовтня 2002 Алекс вважає датою остаточної перемоги над залежністю. Пізніше він зізнався, що переніс дві передозування.
У грудні 2003 року під час перерви в кар'єрі гурту (2002—2004 роки) Ей Джей Маклін взяв участь в шоу Опри Уїнфрі, де він вперше публічно розповів про свою наркотичної та алкогольної залежності. Інші члени групи вирішили підтримати його особисто, їх поява в студії було несподіваним для Макліна. Вперше за 2 роки гурт з'явився на публіці в повному складі. Цей епізод подивилося рекордну кількість глядачів [13]. Через кілька років Ей Джей розповів, що іноді дозволяє собі приймати алкоголь [14].

### Стосунки
У 2001 році Ей Джей був заручений зі співачкою Сарою Мартін [15], відносини незабаром завершилися. 8 січня 2010, під час святкування свого дня народження в нічному клубі Wasted Space в Лас-Вегасі, Алекс заручився з своєю дівчиною, Рошель Карідіс. За повідомленням журналу People, обручку було куплено за кілька годин до пропозиції в сусідньому ювелірному магазині в будівлі готелю Хард-Рок [16]. Весілля відбулося в одному з готелів Беверлі Хіллз 17 грудня 2011 [17]. На концерті в Лондоні, 29 квітня 2012 року, Ей Джей оголосив, що вони з дружиною чекають першу дитину [18]. Пізніше було оголошено, що пара чекає дівчинку, яку планують назвати Ава Джеймс [19].

### Благодійність
Благодійна діяльність Ей Джея почалася з пожертвування сум до фонду каналу VH1 «Save The Music». Його благодійний фонд JNN Foundation заснований в 2001 році. Назва засноване на абревіатурі імені його альтер-его. Метою фонду є допомога таким організаціям, як VH-1 «Save The Music» (підтримка музичної освіти в середніх школах США), Lisa Merlin House (реабілітаційний центр для жінок з алкогольною та наркотичною залежністю), Juvenile Diabetes Research Foundation (дослідження для лікування діабету). У 2012 році Маклін був оголошений послом фонду «Save The Music» [20].